# Arnost
Arnost (auch Ernost) OSB († unsicher: 15. Juli 1076) war ein normannischer Ordensgeistlicher. Er wurde 1076 der erste normannische Bischof der englischen Diözese Rochester, starb aber bereits nach wenigen Monaten.

## Aufstieg als Geistlicher
Arnost stammte aus der Normandie. Vermutlich um 1060 wurde er Mönch in der Benediktinerabtei Bec. Dazu hatte er aber auch durch die Vervielfältigung von Büchern Kontakte zur Abtei St-Étienne de Caen. 1070 empfahl ihn Lanfrank von Bec, der Abt von St-Étienne, als Prior für die Abtei, doch es gibt keinen Beleg, ob Arnost dieses Amt übernommen hat. Möglicherweise folgte er stattdessen auch Lanfrank nach England, als dieser im gleichen Jahr Erzbischof von Canterbury wurde. Während des aufsehenerregenden Prozesses in Penenden Heath in Kent, der vermutlich 1072 um die Besitzungen des Erzbischofs von Canterbury geführt wurde, stand er im Dienst Lanfranks. Nach dem Tod von Bischof Siward von Rochester ernannte Lanfrank vermutlich im Januar 1076 im Kapitelhaus der Kathedrale von Canterbury Arnost zum neuen Bischof der von Canterbury abhängigen Diözese. Kurz darauf wurde Arnost in London zum Bischof geweiht.

## Bischof von Rochester
Die Diözese Rochester verfügte zu diesem Zeitpunkt über nur geringe Einkünfte. Mit den von den neuen normannischen Machthabern geforderten kirchlichen Reformen war anscheinend noch nicht begonnen worden, und in der Kathedrale von Rochester waren nur vier oder fünf Geistliche tätig, die in äußerster Armut lebten. Arnost begann deshalb unverzüglich mit Reformen, um die Situation in Rochester zu verbessern. Lanfrank hatte hohe Erwartungen an Arnost, musste aber rasch erkennen, dass dieser in Rochester vor einer sehr schweren Aufgabe und zahlreichen Problemen stand. Dabei konnte er keine Erfolge erzielen, denn er starb bereits nach gerade sechs Monaten Amtszeit, vermutlich am 15. Juli, dem Tag, an dem in Rochester sein Gedenktag gefeiert wird.